# 마이크 제프리스
마이클 스탠튼 제프리(영어: Michael Stanton Jeffries, 1943년 또는 1944년 ~ )는 1992년부터 2014년까지 의류 소매업체 애버크롬비 & 피치의 회장 겸 CEO를 역임한 미국의 사업가이다. 제프리 재임 기간 동안 그는 애버크롬비 & 피치가 "패션 백워터"에서 2006년까지 매년 20억 달러의 수익을 올리는 라이프스타일 브랜드에 연간 2,500만 달러의 손실을 입히는 등의 변화를 이끌어냈다. 그러나 이러한 접근 방식은 반나체 모델 광고, 인종적 및 성적으로 둔감한 슬로건, 그리고 "멋진 아이들"을 위한 마케팅 입장으로 논란을 불러일으켰다.
2023년, 제프리스는 회사의 CEO로 재직하는 동안 100명이 넘는 젊은 남성들과 성매매를 했다는 민사 집단 소송에 휘말렸다. 이 소송은 그가 탐나는 모델 장소, 돈, 마약에 대한 고용 약속을 대가로 이루어졌다. 2024년 10월, 별도의 사건에서 제프리스는 성매매 및 주간 성매매 혐의로 연방 검찰에 의해 체포되어 기소되었다.